# Dendrophylliidae
Dendrophylliidae là một họ san hô trong bộ Scleractinia.

## Phân loại
Họ này gồm các chi:
- Astroides. Quoy & Gaimard, 1827.
- Balanophyllia. Wood, 1844.
- Bathypsammia. Marenzeller, 1907.
- Cladopsammia. Lacaze-Duthiers, 1897.
- Dendrophyllia. de Blainville, 1830.
- Dichopsammia. Song, 1994.
- Duncanopsammia. Wells, 1936.
- Eguchipsammia. Cairns, 1994.
- Enallopsammia. Sismonda, 1871.
- Endopachys. Milne Edwards & Haime, 1848.
- Endopsammia. Milne Edwards & Haime, 1848.
- Heteropsammia. Milne-Edwards & Haime, 1848.
- Leptopsammia. Milne-Edwards & Haime, 1848.
- Notophyllia. Dennant, 1899.
- Pourtalopsammia. Cairns, 2001.
- Rhizopsammia. Verrill, 1869.
- Thecopsammia. Pourtalès, 1868.
- Trochopsammia. Pourtalès, 1878.
- Tubastraea. Lesson, 1829.
- Turbinaria. Oken, 1815.

## Hình ảnh

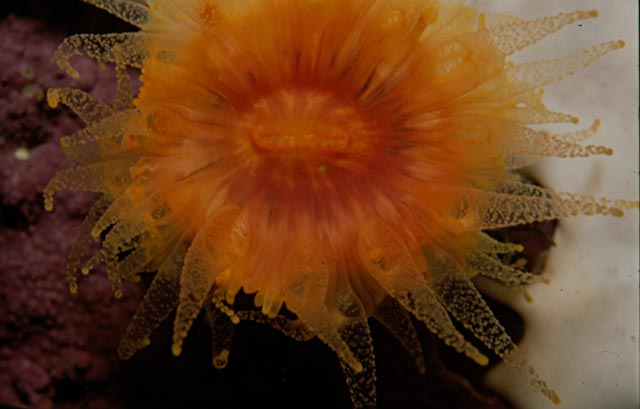
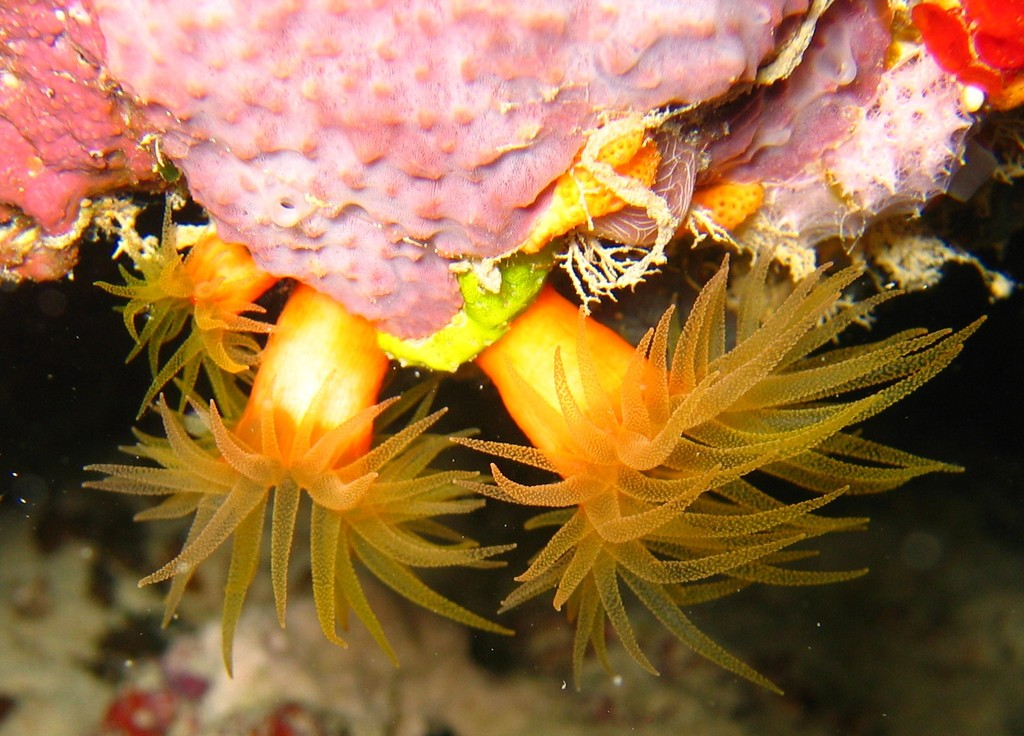
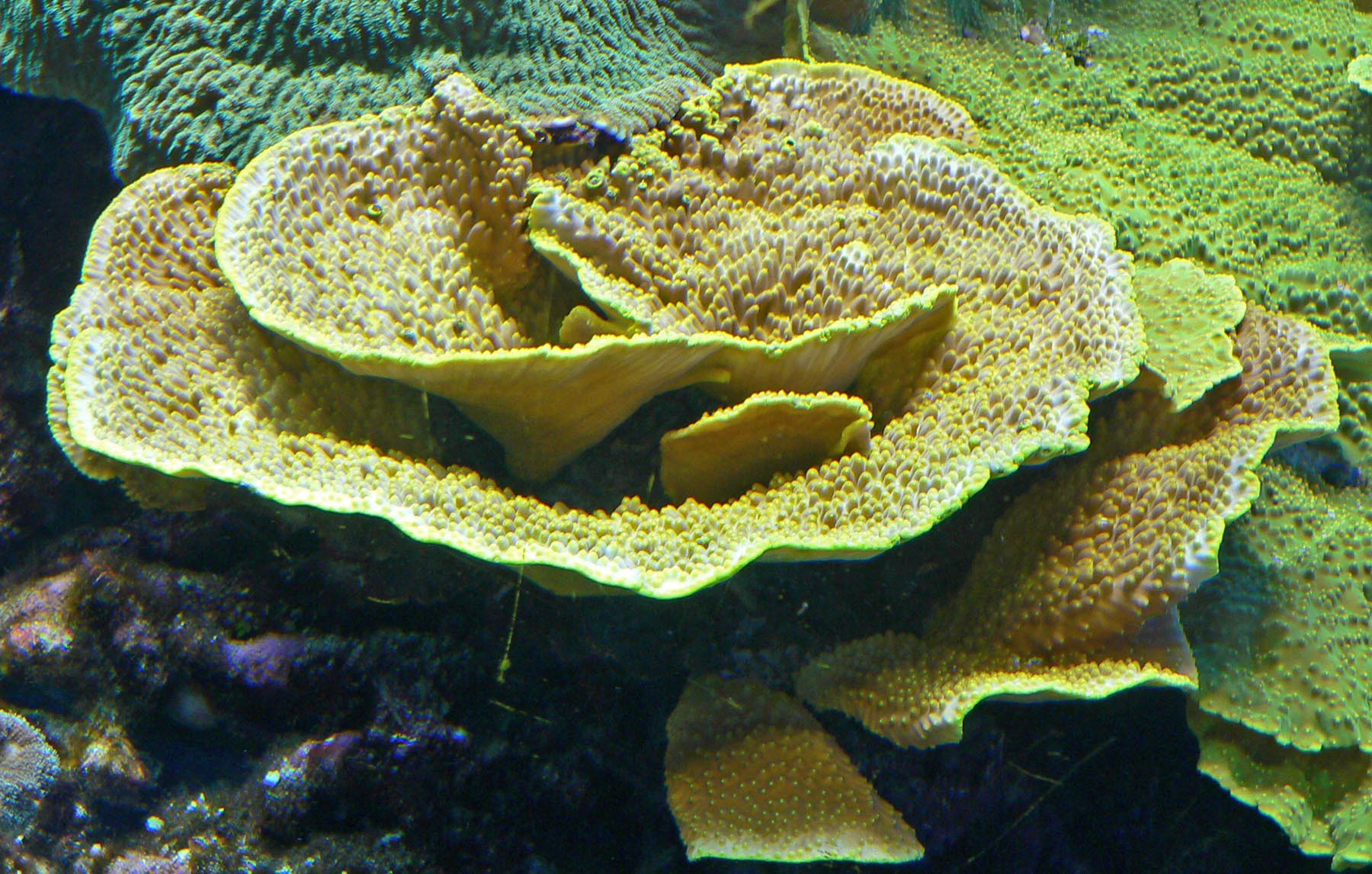
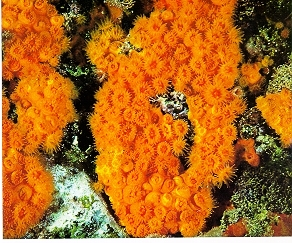